# ماسیمیلیانو برونو
ماسیمیلیانو برونو (ایتالیایی: Massimiliano Bruno؛ زادهٔ ۴ ژوئن ۱۹۷۰ میلادی) بازیگر، فیلم‌نامه‌نویس و کارگردان فیلم اهل ایتالیا است. 
برونو که در رم در خانواده‌ای با اصالت کالابریایی متولد شد، به عنوان بازیگر در آزمایشگاه نمایش "توره اسپاکاتا" فعالیت کرد. او کار حرفه‌ای خود را در تئاتر زیرزمینی روم، هم به عنوان بازیگر و هم نمایشنامه‌نویس آغاز کرد.
از فیلم‌هایی که وی در آن‌ها نقش داشته‌است، می‌توان به قتل، صبح بخیر پدر و پاینده‌باد ایتالیا اشاره نمود.